# Логорея
Логорея (гръцки λογορροια, от logos – слово, реч, и rhoia – течение, изтечение) е неудържимо, превъзбудено говорене, многословие; в неврологията/психиатрията е симптом при патология на речта – съчетание на скорост на говоренето и в същото време многословие/празнословие и/или безсмислен поток от думи. Според книгата Фундаментална неврология на Людмил Мавлов „пациентите нямат стремеж да изслушват събеседника, дори не му дават възможност да се изкаже. Нерядко просто не спират да говорят без прекъсване
“. Като симптом се наблюдава при сензорната афазия, маниакалните състояния и шизофренията.

## Логорея в писането
Английският термин логорея може да се отнася и до писането. Думата логорея е често използвана пейоративно, за да опише проза, която е твърде абстрактна и следователно съдържа твърде малко конкретен и ясно определен език. Тъй като абстрактното писане трудно може да се визуализира, на пръв поглед изглежда, че написаното няма смисъл или думите са твърде обилни. Пишещите в академичните полета, обвързващи себе си предимно с абстрактното, например философията и особено постмодернизма, обикновено не успяват да използват широко конкретния език, за да представят своите идеи, и така едно изследване (повърхностно или не, особено от друго поле на науката и съответната му гледна точка) на техните възгледи може да накара някого да остане с впечатлението, че всичко това са глупости или нонсенс, оттук и на английски пейоративния епитет „помобабъл“ (неологизъм от постмодерно бръщолевене (бабъл, babble).

### Постмодерната логорея
Съответно получава се така, че общото очакване е в тези научни полета нещата винаги да звучат (на пръв поглед) като нонсенс, което очакване е източник на хумор – няколко програми са били пуснати дотогава, които имитират постмодерен текст, като го генерират случайно. Друг пример за подобен хумор е случаят „Сокал“. Виж Алан Сокал.

### В България
По-често в този смисъл на логорея по отношение на текстовете и писането в България се използва терминът графомания, който е и по-разпространен, макар че не се припокрива (в своето основно значение и смисъл) напълно с представата за логорея.

## Ползите от краткостта в писането
Докато някои автори чувстват, че използването на дълги и смътни по значение думи придава по-голяма интелигентност, скорошно изследване, проведено от Департамента по психология към Принстънския университет, открива, че това не е така. Д-р Даниел Опенхаймер провежда серия от 5 експеримента, които откриват, че когато са показани извадки от писмен текст с варираща дължина, студентите посочват онези, които са по-къси и сбити, като написани от най-интелигентните автори. Докато авторът на „Основният преподавателски стремеж, който съм установил за себе си, е да си служа с моите възможности в най-голяма степен“ е посочен като по-малко интелигентен от автора на по-сбитото „Основната академична цел, която съм си поставил е да използвам своя потенциал изцяло“.